# Linus Dahl
Linus Valdemar Dahl, född 9 april 1995, är en svensk fotbollsspelare som spelar för Norrby IF.

## Karriär
Dahls moderklubb är Mölnlycke IF. Som 16-åring gick han till IFK Göteborg och spelade för klubbens ungdomslag mellan 2011 och 2014.
Inför säsongen 2015 värvades Dahl av Ljungskile SK, där han skrev på ett treårskontrakt. Dahl gjorde sin Superettan-debut den 12 maj 2015 i en 3–2-förlust mot Jönköpings Södra, där han blev inbytt i den 83:e minuten mot Ahmed El Amrani. I juli 2016 lånades Dahl ut till Alta IF som spelade i norska tredjeligan. Efter utlåningen återvände han till Ljungskile och blev en ordinarie spelare på det centrala mittfältet tillsammans med Aleksandar Kitic i Division 1. Dahl spelade totalt 120 seriematcher och gjorde 12 mål under sin tid i Ljungskile och var under slutet av sejouren även lagkapten i klubben.
I februari 2021 värvades Dahl av Falkenbergs FF, där han skrev på ett tvåårskontrakt. Efter säsongen 2022 lämnade Dahl klubben. I juli 2023 skrev han på ett 1,5-årskontrakt med Norrby IF.